# Suddivisioni della Groenlandia

I cinque comuni della Groenlandia e il Parco nazionale della Groenlandia nordorientale

La Groenlandia è divisa in cinque comuni:
| Nome       | Nome ufficiale           | Capoluogo | Stemma | ISO   | Popolazione | Area(km²) | Densità |
| ---------- | ------------------------ | --------- | ------ | ----- | ----------- | --------- | ------- |
| Avannaata  | Avannaata Kommunia       | Ilulissat |        | GL-AV | 10 651      | 522 700   | 0,02    |
| Kujalleq   | Kommune Kujalleq         | Qaqortoq  |        | GL-KU | 7 589       | 32 000    | 0,22    |
| Qeqertalik | Kommune Qeqertalik       | Aasiaat   |        | GL-QT | 6 504       | 62 400    | 0,1     |
| Qeqqata    | Qeqqata Kommunia         | Sisimiut  |        | GL-QE | 9 677       | 115 500   | 0,08    |
| Sermersooq | Kommuneqarfik Sermersooq | Nuuk      |        | GL-SM | 21 232      | 531 900   | 0,04    |

Sermersooq, con i suoi 531900 km² (quasi due volte l'estensione dell'Italia), è anche il comune più grande del mondo. Il 1º gennaio 2009 a seguito di una legge di riforma municipale furono soppressi i tre amt (danese per contea) istituite nel 1950: Kitaa/Vestgrønland (Groenlandia Occidentale), Tunu/Østgrønland (Groenlandia Orientale) e Avannaa/Nordgrønland (Groenlandia Settentrionale). A propria volta poi le contee erano suddivise in comuni, in totale 18: Kitaa ne aveva 15 (Nanortalik, Qaqortoq, Narsaq, Ivittuut, Paamiut, Nuuk, Maniitsoq, Sisimiut, Kangaatsiaq, Aasiaat, Qasigiannguit, Ilulissat, Qeqertarsuaq, Uummannaq e Upernavik), Tunu 2 (Ammassalik e Ittoqqortoormiit) e Avannaa soltanto 1 (Qaanaaq).
Il 1º gennaio 2018 il comune di Qaasuitsup  è stato scorporato per creare i comuni di Avannaata e Qeqertalik.
Territori extracomunali (sia prima sia dopo la riforma) sono: il Parco nazionale della Groenlandia nordorientale, il più grande parco del mondo, ed il villaggio di Pituffik, che ospita la Base Aerea Thule (o Dundas) ed è un'enclave del comune di Avannaata.